# Associazione Calcio Venezia 1980-1981
Questa voce raccoglie le informazioni riguardanti l'Associazione Calcio Venezia nelle competizioni ufficiali della stagione 1980-1981.

## Rosa
| N. |                   | Ruolo | Calciatore          |
| -- | ----------------- | ----- | ------------------- |
|    | Italia (bandiera) |       | Addolori            |
|    | Italia (bandiera) | C     | Giorgio Bagarotto   |
|    | Italia (bandiera) | A     | Ernesto Baldan      |
|    | Italia (bandiera) | D     | Alessandro Bergamo  |
|    | Italia (bandiera) | D     | Gianfranco Bisiol   |
|    | Italia (bandiera) | C     | Massimo Bodini      |
|    | Italia (bandiera) | D     | Renzo Bonato        |
|    | Italia (bandiera) | C     | Giampiero Bortolato |
|    | Italia (bandiera) | C     | Mauro Buso          |
|    | Italia (bandiera) | A     | Loris Ceccato       |
|    | Italia (bandiera) | A     | Tiziano Chiavalin   |
|    | Italia (bandiera) | C     | Guido Di Giorgio    |
|    | Italia (bandiera) | D     | Walter Frandoli     |

| N. |                   | Ruolo | Calciatore          |
| -- | ----------------- | ----- | ------------------- |
|    | Italia (bandiera) | P     | Franco Gregorutti   |
|    | Italia (bandiera) | P     | Daniele Guidarini   |
|    | Italia (bandiera) | C     | Salvatore Lauro     |
|    | Italia (bandiera) |       | Minicleri           |
|    | Italia (bandiera) | D     | Paolo Pajaro        |
|    | Italia (bandiera) | C     | Nello Scarpa        |
|    | Italia (bandiera) | D     | Sandro Secco        |
|    | Italia (bandiera) |       | Sottana             |
|    | Italia (bandiera) | D     | Roberto Spollon     |
|    | Italia (bandiera) | A     | Giampiero Terraroli |
|    | Italia (bandiera) | C     | Alberino Tiozzo     |
|    | Italia (bandiera) | A     | Umberto Trinca      |

## Risultati

### Campionato

#### Girone di andata
| 28 settembre 1980 1ª giornata | Maceratese | 2 – 0 | Venezia |  |

| 19 ottobre 1980 2ª giornata | Venezia | 0 – 2 | Pordenone |  |

| 9 novembre 1980 3ª giornata | Venezia | 1 – 1 | Mestre |  |

| 30 novembre 1980 4ª giornata | Venezia | 0 – 1 | Civitanovese |  |

| 21 dicembre 1980 5ª giornata | Città di Castello | 4 – 1 | Venezia |  |

| 18 gennaio 1981 6ª giornata | Venezia | 3 – 2 | Lanciano |  |

| 5 ottobre 1980 7ª giornata | Venezia | 1 – 0 | Teramo |  |

| 26 ottobre 1980 8ª giornata | Venezia | 1 – 1 | Mira |  |

| 16 novembre 1980 9ª giornata | Anconitana | 0 – 0 | Venezia |  |

| 7 dicembre 1980 10ª giornata | Padova | 3 – 1 | Venezia |  |

| 4 gennaio 1981 11ª giornata | Venezia | 0 – 0 | Vis Pesaro |  |

| 25 gennaio 1981 12ª giornata | Chieti | 1 – 2 | Venezia |  |

| 12 ottobre 1980 13ª giornata | Cattolica | 0 – 0 | Venezia |  |

| 2 novembre 1980 14ª giornata | Monselice | 0 – 0 | Venezia |  |

| 23 novembre 1980 15ª giornata | Conegliano | 3 – 2 | Venezia |  |

| 14 dicembre 1980 16ª giornata | Venezia | 1 – 0 | Adriese |  |

| 11 gennaio 1981 17ª giornata | Osimana | 2 – 2 | Venezia |  |

#### Girone di ritorno
| 1º febbraio 1981 18ª giornata | Venezia | 1 – 1 | Maceratese |  |

| 22 febbraio 1981 19ª giornata | Pordenone | 1 – 0 | Venezia |  |

| 15 marzo 1981 20ª giornata | Mestre | 2 – 1 | Venezia |  |

| 12 aprile 1981 21ª giornata | Civitanovese | 0 – 1 | Venezia |  |

| 10 maggio 1981 22ª giornata | Venezia | 1 – 0 | Città di Castello |  |

| 31 maggio 1981 23ª giornata | Lanciano | 1 – 0 | Venezia |  |

| 8 febbraio 1981 24ª giornata | Teramo | 0 – 0 | Venezia |  |

| 1º marzo 1981 25ª giornata | Mira | 0 – 0 | Venezia |  |

| 29 marzo 1981 26ª giornata | Venezia | 1 – 1 | Anconitana |  |

| 26 aprile 1981 27ª giornata | Venezia | 0 – 1 | Padova |  |

| 17 maggio 1981 28ª giornata | Vis Pesaro | 3 – 1 | Venezia |  |

| 6 giugno 1981 29ª giornata | Venezia | 1 – 0 | Chieti |  |

| 15 febbraio 1981 30ª giornata | Venezia | 2 – 1 | Cattolica |  |

| 8 marzo 1981 31ª giornata | Venezia | 1 – 0 | Monselice |  |

| 5 aprile 1981 32ª giornata | Venezia | 1 – 0 | Conegliano |  |

| 3 maggio 1981 33ª giornata | Adriese | 2 – 0 | Venezia |  |

| 24 maggio 1981 34ª giornata | Venezia | 0 – 0 | Osimana |  |